# Muzikalije Albini (1934. – 1947.)
O nakladi Albini podatke se ne može pronaći u glazbenim ili općim enciklopedijama, i leksikonima. Informacije se mogu pronaći u malobrojnim novinskim člancima. Izvor je i katalog ZMIA NSK koji posjeduje najbogatiju zbirku izdanja naklade Albini, posebice „zabavne“ glazbe (šlagera, plesova, opereta). Najvjerojatnije je knjižnica Muzičke akademije najvažniji vlasnik izdanja „ozbiljnih“ skladbi naklade Albini (hrvatskih i jugoslavenskih skladatelja), jer ih nastavnici i studenti koriste u nastavi. KGZ ima vrlo mali broj izzdanja naklade Albini, a među njima niti jedno koje već ne postoji u NSK, Hrvatskom glazbenom zavodu ili Muzičkoj akademiji.
Naklada je osnovana u prvoj polovici 1930 -ih godina, a osnivači su Julio Albini i njegova supruga Maja Albini. 1934. tvrtka Albini je upisana u muzičko – nakladni zavod, s Juliem Albiniem kao vlasnikom i sjedištem u ulici Baruna Jelačića 1 (današnjoj Petrićevoj ulici) u blizini nekadašnje Zakladne bolnice. Iz promjene imena tvrtke 1936. se može vidjeti da se počinju baviti i zastupanjem autorskih prava, te i prodajom knjiga a ne samo muzikalija. 1937. se kao jedina vlasnica naklade navodi Maja Albini, a 1942. godine suvlasnicom postaje i njezina sestra. Ne zna se zašto one postaju vlasnicama umjesto Julija Albinija – možda zbog njegovog židovskog porijekla ? Naklada Albini 1939. započinje suradnju s tvrtkom Akord u kojoj je Maja Albini suradnica, te za nju prodaje skladbe popularnog karaktera. Tvrtka konačno prestaje s radom 1947. godine jer je ona u vrijeme nacionalizacije bila privatna tvrtka. Prema objavljenim izdanjima čini se da nije bilo zastoja u djelovanju tvrtke unatoč promjenama vlasništva itd.
Za izvedbu određenih glazbenih djela potrebne su note kojima je glazbeno djelo fiksirano na materijalnu podlogu i mogu se pribaviti kupnjom ili uzimanjem u najam na određeno vrijeme. Da bi se došlo do željenog materijala potrebno je utvrditi da li se materijal može kupiti ili samo unajmiti. U Zagrebu je postojao centar u okviru nakladničke kuće «Albini» koji se bavio time. Skladatelj Srećko Albini bio je veliki borac za donošenje propisa o autorskom pravu još dvadesetih godina 20-tog stoljeća. Djelatnost naklade «Albini» morala je prestati kao privatna djelatnost 1946 godine, pa je tu djelatnost, što se tiče zastupanja u iznajmljivanju notnih materijala, preuzeo državni Zavod za autorsko-pravno posredništvo.
Izdanja naklade Albini se mogu datirati prema informacijama na poleđini, posebice prema adresi naklade Albini u određenom razdoblju. Zabavne skladbe su imale raskošne naslovnice, a ozbiljne su skladbe imale jednobojnu. Na naslovnicama su se nalazili podatci o autoru skladbe, nazivu naklade, adresi nakladničke kuće i naslov. Naslovnice izdanja zabavne glazbe imaju i ime izvođača, kao i cijenu. Na poleđini izdanja su bile reklame za nova izdanja naklade Albini, knjižare, apoteke, izdavače gramofonskih ploča itd., kao i adresa naklade Albini. Na izdanjima šlagera mogu se naći i reklame za filmove i operete, te je uz njih vezan i najveći broj objavljenih naslova. Naklada Albini je mnogo manje objavljivala ozbiljnu glazbu jer to nije bilo unosno kao objavljivanje one zabavne. Objavljivali su ozbiljne skladbe isključivo domaćih skladatelja, najviše Jakova Gotovca.